# アンドレ・アーレ
アンドレ・アーレ（André Ahrlé、1961年6月27日 - ）は、ドイツのレーシングドライバー。
2001年にFIA GT選手権に参戦。彼はまた、1999年、2000年、2002年にさまざまなシリーズの他のドライバーを補佐した。
アーレは、1996年から2002年までのル・マン24時間レースにも参加した。

## レース戦績

### ル・マン24時間レース
| 年     | チーム                     | コ・ドライバー                                    | 使用車両          | クラス | 周回 | 順位 | クラス 順位 |
| ------ | -------------------------- | ------------------------------------------------- | ----------------- | ------ | ---- | ---- | ----------- |
| 1996年 | ラルブル・コンペティション | パトリス・ゲースラール パトリック・ボーデ         | ポルシェ・911 GT2 | LMGT2  | 284  | 20位 | 6位         |
| 1997年 | ロック・レーシング         | アンディ・ピルグリム ブルーノ・アイヒマン         | ポルシェ・911 GT2 | LMGT2  | 306  | 10位 | 2位         |
| 1998年 | ロック・レーシング         | ロバート・シル デビッド・ワーノック               | ポルシェ・911 GT2 | LMGT2  | 247  | 22位 | 7位         |
| 1999年 | ロック・レーシング         | クラウディア・ウエルトゲン ヴィンセント・フォッセ | ポルシェ・911 GT2 | LMGTS  | 290  | 20位 | 8位         |